# Калмыков, Иван Леонидович
Иван Леонидович Калмыков (1866—1925) — русский художник.
Писал пейзажи в традиционной манере маслом и акварелью. Много путешествовал, совершил поездки в Африку, Южную Америку, Японию и Индию.

## Биография
Родился 26 января (7 февраля) 1866 года в Новочеркасске в семье казака — сотника Леонида Ивановича Калмыкова.
В 1882 году окончил Новочеркасское реальное училище. В 1884—1889 годах учился в МУЖВЗ у В. Е. Маковского, В. Д. Поленова, И. М. Прянишникова и Е. С. Сорокина. В 1889 занимался у И. Айвазовского в Феодосии.
Работал в Москве. В 1904—1908 годах побывал в Италии и Швейцарии.
Участвовал в российских выставках: МОЛХ (1890, ежегодно в 1893—1898 и в 1901—1906), МТХ (1894, 1897, 1899, 1900, 1901, 1904), ТПХВ (ежегодно в 1904—1907), Весенних в залах ИАХ (1898, 1901, 1902), в 17-й выставке Санкт-Петербургского общества художников (1909), а также в международных выставках в Вене (1895) и Мюнхене (1901). В 1904 и 1908 провел персональные выставки в Москве. В 1912 выставка его графических работ состоялась в Хабаровске.
В 1912 году Калмыков увлекся декоративной керамикой и создал в Москве декоративно-художественную и облицовочную мастерскую. Весной 1914 года он переехал в Пятигорск, где открыл керамическую мастерскую «Закал». Занимался созданием керамических икон, отделкой керамикой фасадов общественных и частных зданий, созданием надгробных памятников. Создал художественную керамику для фасадов Тиличеевских ванн, Всесословного клуба, домов зодчего Кузнецова и Мациевского и других особняков и дач Пятигорска, а также памятник на могиле книгоиздателя К. К. Кибардина. В 1913 году Калмыков выполнил два декоративных керамических панно над входами в новом здании Общества взаимного кредита в Екатеринодаре (со сценами из античной жизни).
В 1916 Иван Леонидович вернулся в Москву, где работал в качестве преподавателя Строгановского училища. В конце того же года был командирован в Сиам с целью сбора коллекций для музея училища. По пути следования провел выставки в Иркутске, Владивостоке, Хабаровске (с декабря 1916 по май 1917), Харбине (1916—1917) и Шанхае (1918). Затем несколько лет он провел в Индии, где находился в качестве придворного живописца во дворце у одного из радж. Из Индии уехал в Австралию, и оттуда в 1924 году в США (Сан-Франциско).
Умер в марте 1925 года в Сан-Франциско, США. Все свои работы и коллекции он завещал передать в Россию в музей Строгановского училища.
В РГАЛИ хранятся материалы, относящиеся к И. Л. Калмыкову (Фонд 680. Оп. 2. Ед. хр. 446).

## Труды
Работы Калмыкова имеются в Государственной Третьяковской галерее, («Деревня весной», 1896; «У морского берега», 1896), Государственном Русском музее, музеях Астрахани, Иркутска, Липецка, Ростова-на-Дону, Ставрополя, Хабаровска, Алматы, а также Национальной галерее современного искусства в Риме.